# Roßdorf (Bruchköbel)

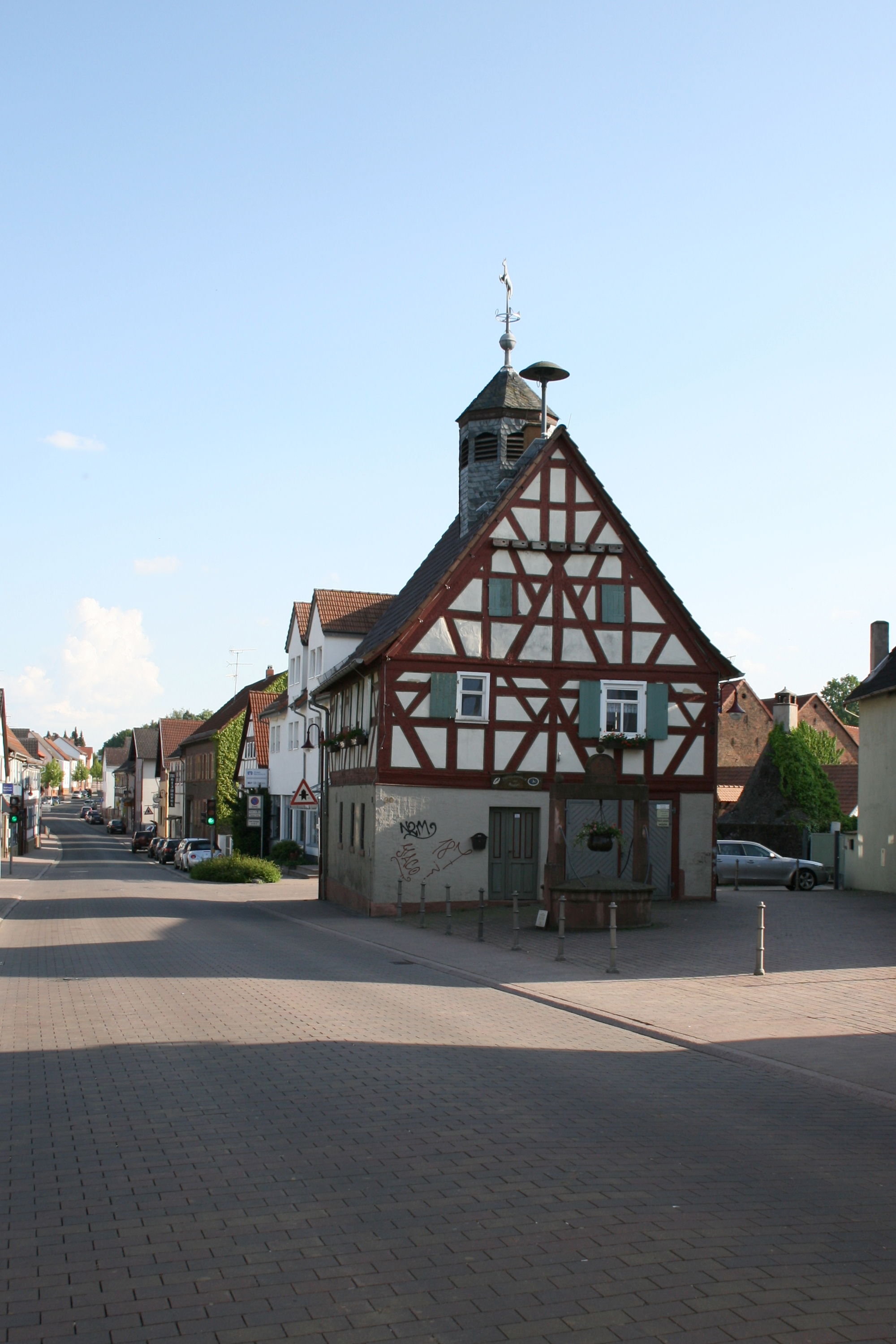
Hanauer Straße mit Altem Rathaus (um 1700), davor der Rathausbrunnen (um 1713), rechts dahinter das Backhaus (um 1773).

Roßdorf ist ein Stadtteil der Stadt Bruchköbel im hessischen Main-Kinzig-Kreis.

## Geografische Lage
Roßdorf liegt auf einer Höhe von 134 m über NN, etwa 7 km nördlich von Hanau. Das Oberdorf wurde auf den Michelsberg gebaut. Durch Roßdorf führt die (alte) Verbindungsstraße Friedberg-Hanau.

## Geschichte

### Urgeschichte
Siedlungsfunde aus der Gemarkung reichen zurück bis in die Jungsteinzeit.

### Mittelalter
Älteste erhaltene urkundliche Erwähnungen des Dorfs stammen aus den Jahren um 850 und 1062, als Herr und Gaugraf Reginbodo die Kirche von Roßdorf dem Kloster Fulda schenkte. 1192 wird ein Pfarrer erwähnt. Bereits vor 1200 war Roßdorf Sitz eines Archipresbyters, der dem Landkapitel Roßdorf, der kirchlichen Mittelbehörde für die umliegenden Gemeinden, vorstand. Er unterstand dem Archidiakonat von St. Maria ad Gradus in Mainz.
Ende des 12. Jahrhunderts errichtete der Antoniter-Orden in Roßdorf sein erstes Kloster in Deutschland. Es hatte zahlreiche Niederlassungen von Marville in Lothringen bis nach Brieg an der Oder, heute: Brzeg. Aufgrund von Differenzen mit Territorialherren des Umlandes wurde 1441 der Sitz des Konvents nach Höchst am Main verlegt, wobei allerdings ein Verwalter weiter in Roßdorf residierte und für den umliegenden, umfangreichen Grundbesitz des Ordens zuständig war.
Roßdorf lag bei Ausbildung der Landeshoheit im späten Mittelalter im Amt Büchertal der Herrschaft Hanau, ab 1429: Grafschaft Hanau, nach der Landesteilung von 1458: Grafschaft Hanau-Münzenberg.

### Historische Namensformen
In erhaltenen Urkunden wurde Roßdorf unter den folgenden Namen erwähnt (in Klammern das Jahr der Erwähnung):
- Rostorf (um 850)
- Rosdorf (1062)
- Rostroff (1241)
- Rorstorf (1273)

### Neuzeit
In der Grafschaft Hanau-Münzenberg wurde Mitte des 16. Jahrhunderts nach und nach die Reformation eingeführt. Dies geschah zunächst im lutherischen Sinn. Mit der Reformation schwand der Einfluss der Antoniter auf das Dorf, das Kloster verfiel langsam und das Kirchenpatronat wechselte vom Kloster Fulda zu den Grafen von Hanau-Münzenberg. In einer „zweiten Reformation“, wurde die Konfession der Grafschaft Hanau-Münzenberg erneut gewechselt: Graf Philipp Ludwig II. verfolgte ab 1597 eine entschieden reformierte Kirchenpolitik. Er machte vom Jus reformandi, seinem Recht als Landesherr Gebrauch, die Konfession seiner Untertanen zu bestimmen, und setzte dies für die Grafschaft Hanau-Münzenberg weitgehend als verbindlich durch. Die Pfarrei gehörte nachreformatorisch zur Klasse (Dekanat) Windecken. Zur Pfarrei gehörte auch Butterstadt.
Nach dem Tod des letzten Hanauer Grafen, Johann Reinhard III., 1736 erbte Landgraf Friedrich I. von Hessen-Kassel aufgrund eines Erbvertrages aus dem Jahr 1643 die Grafschaft Hanau-Münzenberg und damit auch das Amt Büchertal und Roßdorf. 1803 wurde die Landgrafschaft Hessen-Kassel zum Kurfürstentum Hessen erhoben. Während der napoleonischen Zeit stand das Amt Büchertal ab 1806 unter französischer Militärverwaltung, gehörte 1807–1810 zum Fürstentum Hanau, und dann von 1810 bis 1813 zum Großherzogtum Frankfurt, Departement Hanau. Anschließend fiel es wieder an das Kurfürstentum Hessen zurück. Nach der Verwaltungsreform des Kurfürstentums Hessen von 1821, im Rahmen derer Kurhessen in vier Provinzen und 22 Kreise eingeteilt wurde, ging das Amt Büchertal im neu gebildeten Kreis Hanau auf. Mit der Annexion Kurhessens durch das Königreich Preußen nach dem verlorenen Krieg von 1866 wurde auch Roßdorf preußisch.
Am 1. Juli 1974 wurde die landwirtschaftlich geprägte Gemeinde Roßdorf im Rahmen der Gebietsreform in Hessen kraft Landesgesetzes in die Stadt Bruchköbel eingegliedert. Der Landkreis Hanau ging 1974 im Main-Kinzig-Kreis auf.

### Industriegeschichte
In Roßdorf wurde 30 Jahre lang auch Kohle abgebaut. Die Grundlage war dafür die Ausläufer des Horloffgrabens. Das auftretende Grundwasser zerstörte das Flöz. Doch der Eisenbahnbau schaffte auch günstigere Kohle aus dem Ruhrgebiet nach Rossdorf.

### Einwohnerentwicklung
Quelle: Historisches Ortslexikon
- 1632: ca. 51 Familien[8]
- 1634: 58 Haushaltungen
- 1707: 38 Familien[8]
- 1732: 65 Hofreiten[9]
- 1754: 75 Familien = 340 Einwohner[8]
- 1812: 67 Feuerstellen (mit Einschluss des Hofes Butterstädt), 447 Seelen

| Roßdorf: Einwohnerzahlen von 1812 bis 2011 | Roßdorf: Einwohnerzahlen von 1812 bis 2011 | Roßdorf: Einwohnerzahlen von 1812 bis 2011 | Roßdorf: Einwohnerzahlen von 1812 bis 2011 | Roßdorf: Einwohnerzahlen von 1812 bis 2011 |
| --- | ------------------------------------------ | ------------------------------------------ | ------------------------------------------ | ------------------------------------------ |
| Jahr |                                            |                                            |                                            | Einwohner                                  |
| 1812 | 1812                                       |                                            | 447                                        | 447                                        |
| 1834 | 1834                                       |                                            | 586                                        | 586                                        |
| 1840 | 1840                                       |                                            | 624                                        | 624                                        |
| 1846 | 1846                                       |                                            | 652                                        | 652                                        |
| 1852 | 1852                                       |                                            | 662                                        | 662                                        |
| 1858 | 1858                                       |                                            | 617                                        | 617                                        |
| 1864 | 1864                                       |                                            | 647                                        | 647                                        |
| 1871 | 1871                                       |                                            | 643                                        | 643                                        |
| 1875 | 1875                                       |                                            | 634                                        | 634                                        |
| 1885 | 1885                                       |                                            | 720                                        | 720                                        |
| 1895 | 1895                                       |                                            | 786                                        | 786                                        |
| 1905 | 1905                                       |                                            | 814                                        | 814                                        |
| 1910 | 1910                                       |                                            | 904                                        | 904                                        |
| 1925 | 1925                                       |                                            | 1.015                                      | 1.015                                      |
| 1939 | 1939                                       |                                            | 1.102                                      | 1.102                                      |
| 1946 | 1946                                       |                                            | 1.600                                      | 1.600                                      |
| 1950 | 1950                                       |                                            | 1.533                                      | 1.533                                      |
| 1956 | 1956                                       |                                            | 1.445                                      | 1.445                                      |
| 1961 | 1961                                       |                                            | 1.445                                      | 1.445                                      |
| 1967 | 1967                                       |                                            | 1.649                                      | 1.649                                      |
| 1970 | 1970                                       |                                            | 1.933                                      | 1.933                                      |
| 1980 | 1980                                       |                                            | ?                                          | ?                                          |
| 1990 | 1990                                       |                                            | ?                                          | ?                                          |
| 2000 | 2000                                       |                                            | ?                                          | ?                                          |
| 2011 | 2011                                       |                                            | 3.129                                      | 3.129                                      |
| Datenquelle: Historisches Gemeindeverzeichnis für Hessen: Die Bevölkerung der Gemeinden 1834 bis 1967. Wiesbaden: Hessisches Statistisches Landesamt, 1968. Weitere Quellen: ; Zensus 2011 |                                            |                                            |                                            |                                            |

### Religionszugehörigkeit
Quelle: Historisches Ortslexikon
| • 1830: | 618 evangelische (= 85,83 %), 102 katholische (= 14,17 %) Einwohner  |
| • 1961: | 1269 evangelische (= 87,82 %), 148 katholische (= 10,24 %) Einwohner |

## Religion

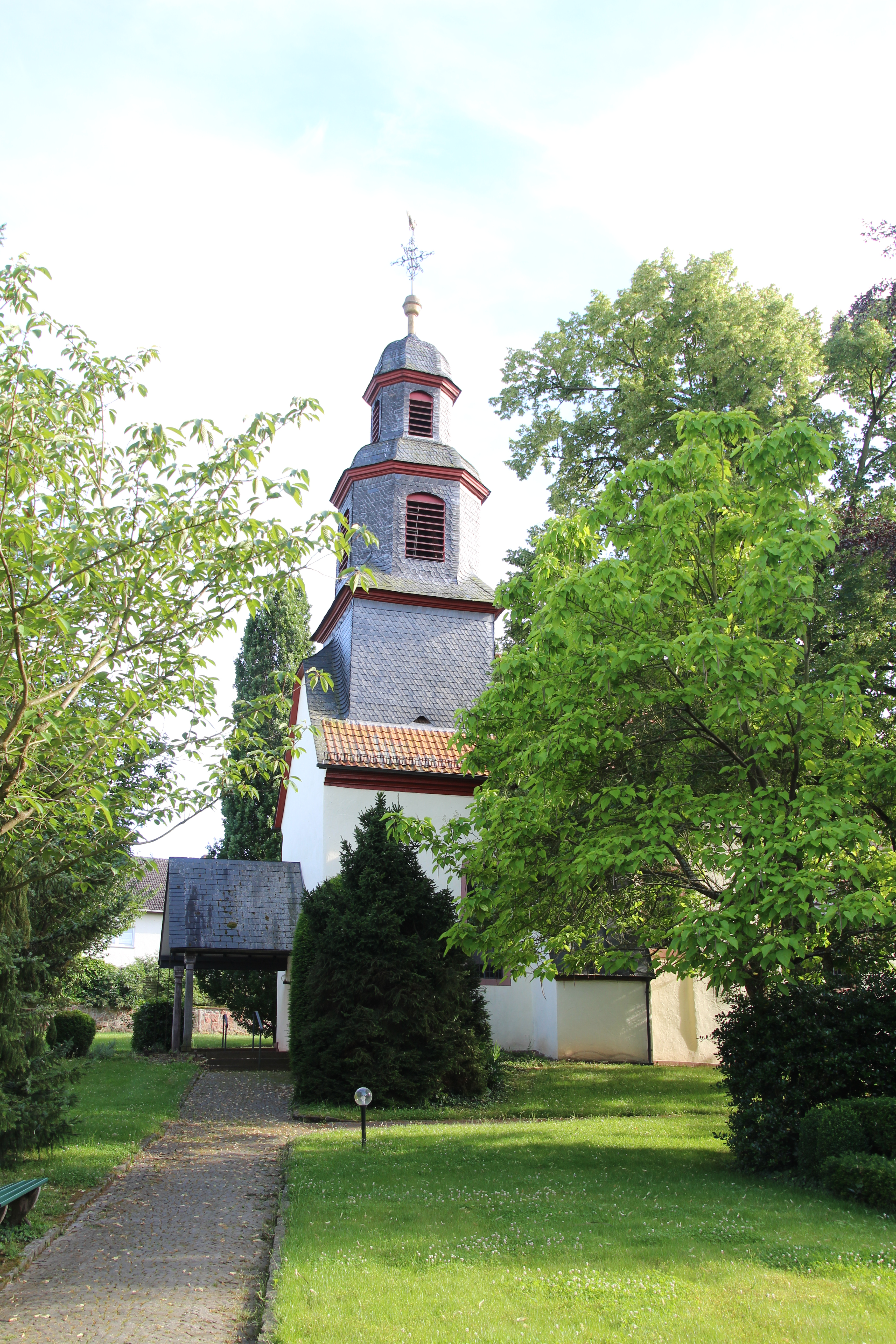
Kirche

Vom Mittelalter bis ins 18. Jahrhundert gab es in Roßdorf zwei Kirchen: die 1062 erstmals erwähnte Dorfkirche – heute Michaels-Kirche – und die bis 1240 erbaute Kirche des Antoniterklosters. Der 17. Januar, der Antoniustag, war der Tag der Kirchweihe. Die Kirche der Antoniter wurde nach der Reformation nicht mehr gebraucht und verfiel. Die romanische Dorfkirche ist in ihrem wesentlichen Bestand unverändert erhalten. 1765 wurde sie allerdings im Inneren umgebaut und in ihrer Ausrichtung nach Westen gedreht.

## Wappen
Am 2. September 1965 wurde der Gemeinde Roßdorf im damaligen Landkreis Hanau, Regierungsbezirk Wiesbaden, ein Wappen mit folgender Blasonierung verliehen: In Rot ein nach links steigendes silbernes, blaubezungtes Pferd und rechts oben ein schwarzes Kreuz.

## Kultur und Sehenswürdigkeiten

### Bauwerke
- Das Ortsbild von Roßdorf prägen die Kirche, das Rathaus (um 1700), das alte Backhaus (1773) im Ortskern und das 2003 errichtete „Steinerne Ross“ am Ortseingang. In der Oberdorfstrasse finden sich Reihe an Reihe verschiedenste Fachwerkhäuser und Höfe.

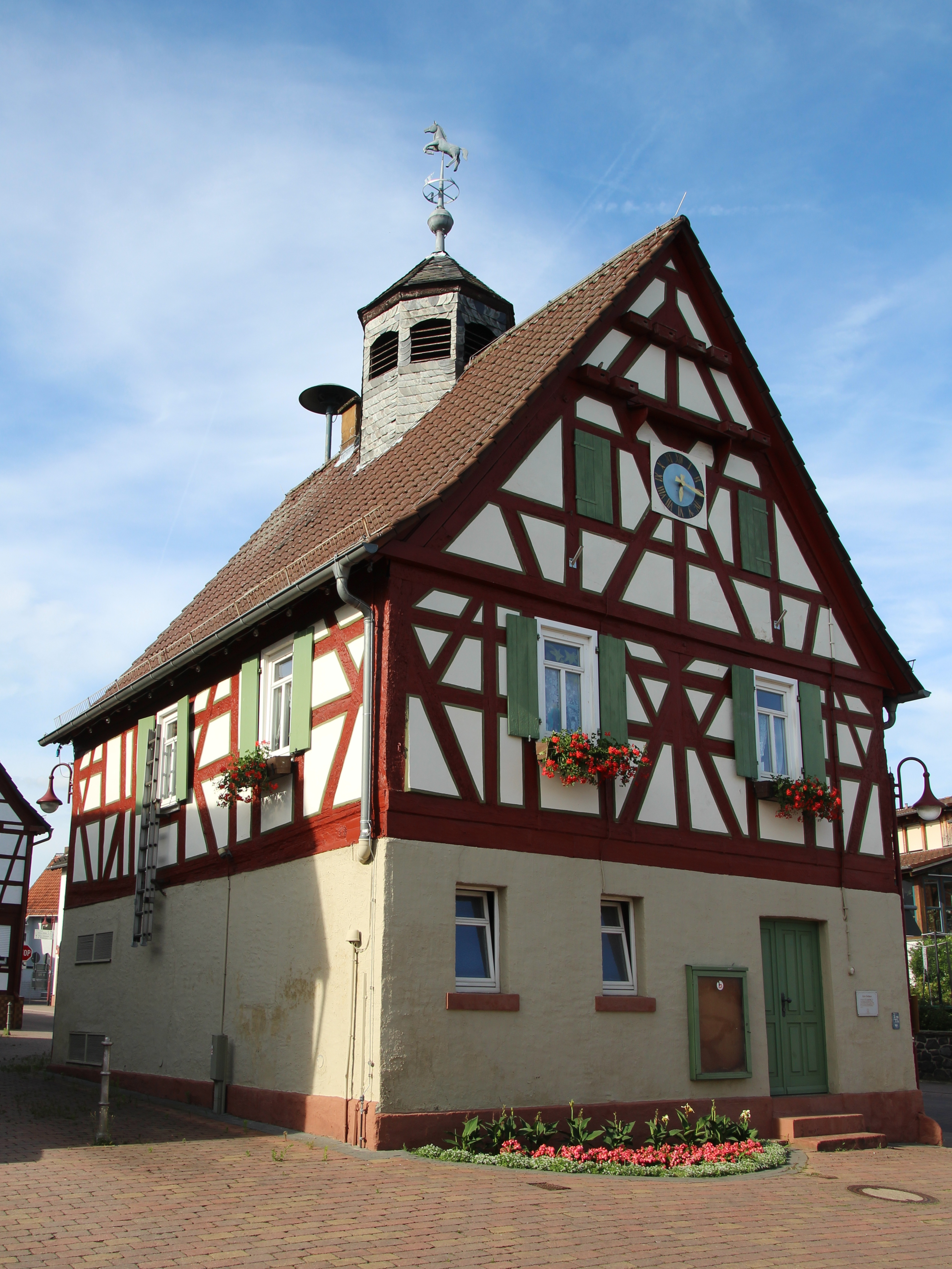
Altes Rathaus
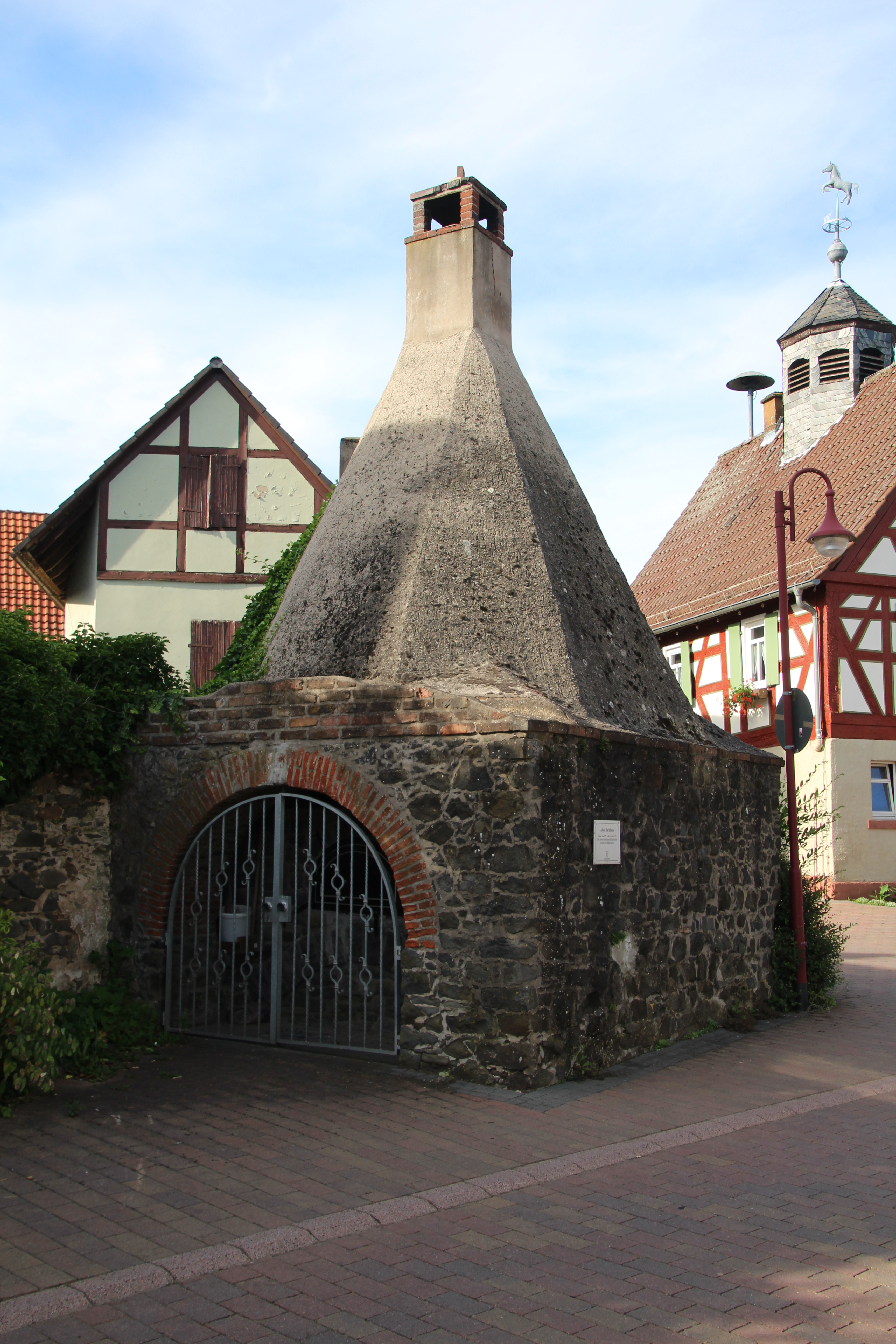
Altes Backhaus
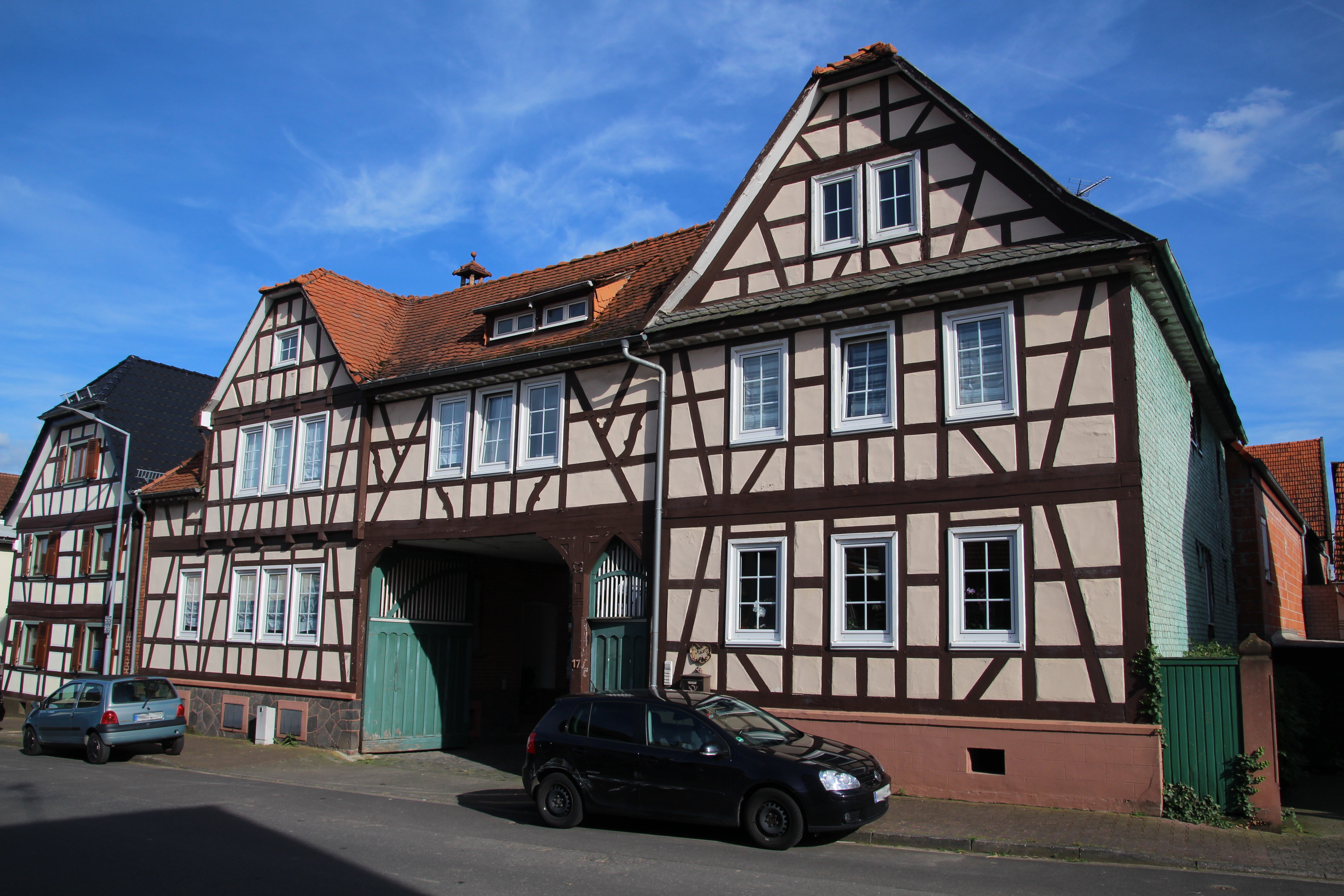
Hof in der Oberdorfstrasse

### Regelmäßige Veranstaltungen
- An einem Sonntag, um den 17. Januar, wird Kirchweih, die „Kerb“ gefeiert[11]. Am folgenden Tag findet das Schubkarrenrennen statt, das seinen Ursprung in einer Wette aus den 1920er-Jahren hat.
- Einmal im Jahr, um den 1. September, begeht Roßdorf das mehrtägige Backhausfest. Dann werden im alten Backhaus Brote gebacken.
- Nahe Roßdorf befindet sich die Hohe Straße, eine alte Handelsstraße nach Frankfurt. Auch gibt es den Wartbaum. Die Umgebung prägen auch die aufgestellten Windräder auf der Hohen Straße.